# یخچال طبیعی ملات
یخچال طبیعی ملات (به لاتین: Morteratsch Glacier) یک یخچال طبیعی در سوئیس است که در کانتون گراوبوندن واقع شده‌است.